# Novokaterînivka, Veselînove
Novokaterînivka (în ucraineană Новокатеринівка) este un sat în comuna Katerînivka din raionul Veselînove, regiunea Mîkolaiiv, Ucraina.

## Demografie
Componența lingvistică a localității Novokaterînivka
     Ucraineană (92,07%)
     Rusă (7,39%)
     Alte limbi (0,43%)
Conform recensământului din 2001, majoritatea populației localității Novokaterînivka era vorbitoare de ucraineană (92,07%), existând în minoritate și vorbitori de rusă (7,39%).